# Jozefina Topalli
Jozefina Çoba Topalli (Scutari, 26 novembre 1963) è una politica albanese.
Dal 3 settembre 2005 al 10 settembre 2013 è stata presidente dell'Assemblea dell'Albania. È stata la prima donna a ricoprire questo incarico e il sesto presidente del parlamento albanese dal 1991, anno in cui si svolsero le prime elezioni multipartitiche dopo il crollo del regime comunista. Jozefina Topali, eletta nelle file del Partito Democratico d'Albania, è stata confermata per un secondo mandato quadriennale nel settembre 2009.
Il 28 ottobre 2020 ha fondato un nuovo partito politico chiamato Movimento per il Cambiamento (Lëvizja për ndryshim), tra i cui componenti figurava tra gli altri anche Rudina Hajdari, deputata e figlia di Azem Hajdari. Il partito ha concorso alle elezioni politiche del 25 aprile 2021 senza ottenere seggi.